# Agerico de Verdún
Airy, Aguy o Agéric de Verdún (en latín, Agericus), fue el décimo obispo de Verdún.
Nació alrededor del 521 en Harville, en lo que hoy es Mosa, en Francia; murió en 591.
Saint Airy se celebra el 8 de febrero en la diócesis de Verdún, el 1 de diciembre en otros lugares.

## Biografía
Hijo de modestos campesinos de los alrededores de Verdún, nació en un campo de trigo donde trabajaba su madre. El rey Thierry I, que estaba cazando allí, pidió sostener al bebé recién nacido en la pila bautismal, al que se le dio el primer nombre de Agericus (Champêtre), en francés Airy. Posteriormente, Thierry supervisó la educación de su ahijado, quien mostró excelentes habilidades en humanidades y ciencias religiosas. A los treinta, Airy se dedicó al estado eclesiástico. Ordenado sacerdote por Désiré de Verdun (Desideratus), noveno obispo de Verdun (529-554), se convirtió en obispo a la edad de 34 años, a la muerte de este último. Destacó por su afán por aliviar a los pobres y educar al pueblo. Elogiado por Venance Fortunat (Carmina, III, XIII) y Grégoire de Tours (Histoire des Francs, VII, 44), Saint Airy fue una personalidad influyente en la corte de Sigebert, rey de Austrasia (561-575), y su hijo y sucesor Childebert II (570-596).
Murió el 1 de diciembre de 591 y fue enterrado en la capilla Saint-Martin, que había construido y que posteriormente llevó su nombre. Su cuerpo descansa ahora en la catedral de Verdún, donde aún se guardaban objetos que le pertenecieron en el siglo pasado: una cuchara de madera, el mango decorado con clavos de marfil y dos cuchillos con mango de marfil grabado en marfil.
La abadía benedictina de Saint-Airy en Verdún fue erigida sobre su tumba en 1037.
Hugues de Flavigny escribió una Vita Agerici que se puede encontrar en Patrologie Latine de l'Abbé Migne, tomo CLIV, col. 126-131.
Se dice que Saint Airy fundó la Maison-Dieu Saint-Sauveur, la primera casa hospitalaria en Verdun, cuyos primeros vestigios históricos se remontan a 1093.

## El barril de san Airy
Cuenta la leyenda que, muy viejo, Airy recibió la visita del rey de Austrasia Childeberto II y su corte. El obispo sirvió a sus invitados con un festín grandioso. Pero los guerreros francos bebieron con tanto entusiasmo que se les acabó el vino. Informado de esta desgracia, Airy ordenó que le trajeran el último barril. Lo bendijo y ordenó a los sirvientes que sirvieran a los invitados. El vino fluía libremente, mejor que antes, y sin que se agotara el contenido. En agradecimiento, el monarca ofreció la tierra del obispado en Sampigny, Cumières, Charny, Tilly, Harville. Desde entonces, Airy es representado con su barril milagroso.
Otros milagros se atribuyen a Airy. Así es como en Laon liberó milagrosamente de sus ataduras a un condenado a muerte, obteniendo su perdón. En Verdún, levantó de sus ruinas una capilla dedicada a Juan el bautista. Algún tiempo después, supo por revelación divina que los cuerpos de los obispos anteriores de Verdún, san Mauro, san Salvino y san Arator, fueron enterrados en este mismo lugar. Hizo que llevaran los cuerpos en santuarios y construyó cerca de sus tumbas una iglesia parroquial dedicada a san Medardo, obispo de Noyon.